# Mayuka Yamamoto
Mayuka Yamamoto –en japonés, 山本茉由佳, Yamamoto Mayuka– (14 de febrero de 2000) es una deportista de Japón que compite en natación. Ganó dos medallas en los Juegos Olímpicos de la Juventud de 2018, plata en 50 m libre y bronce en 4 × 100 m libre.